# 알렉산더 클루게

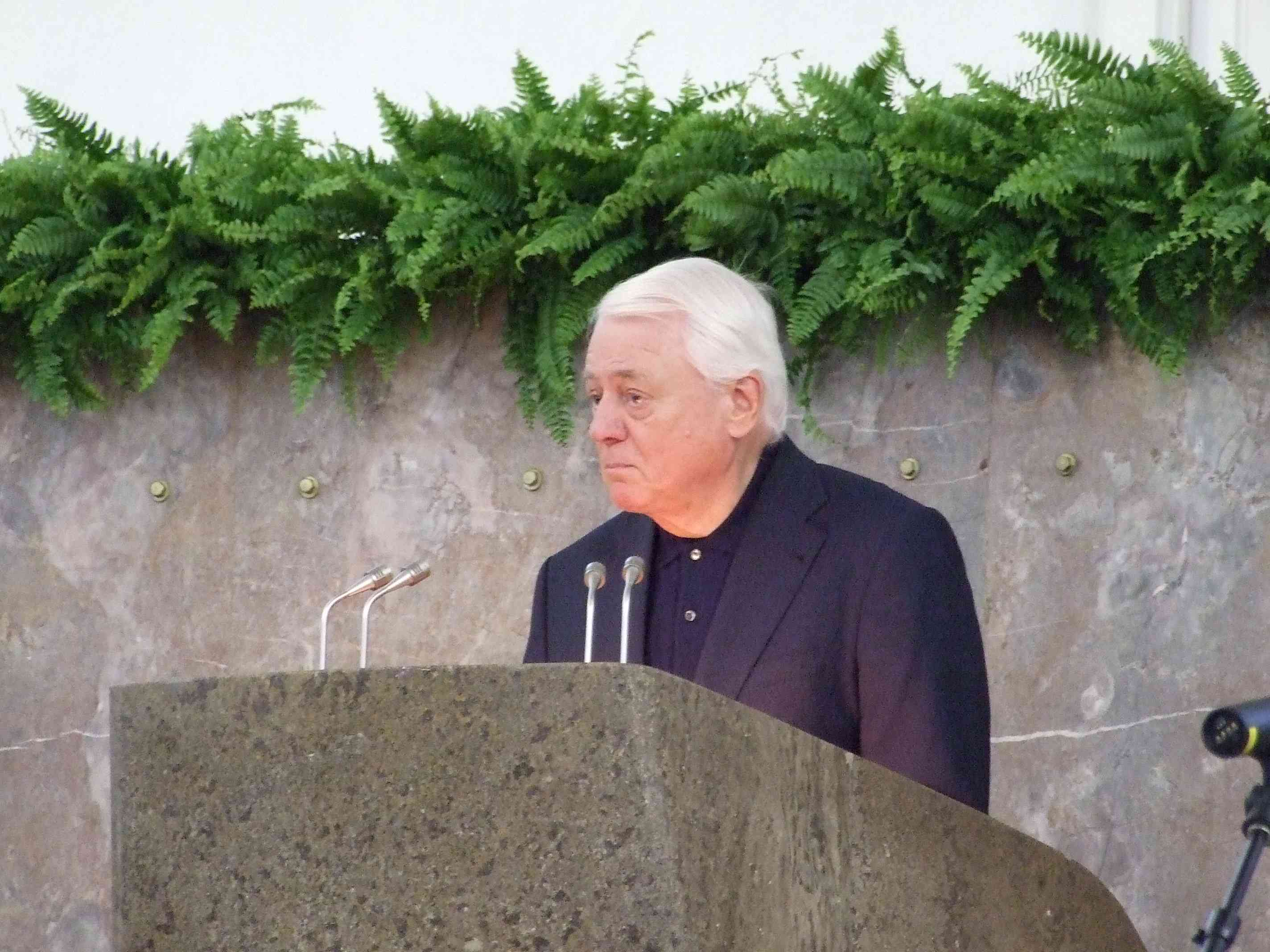
알렉산더 클루게, 2009년 아도르노 상 수상식

알렉산더 클루게(Alexander Kluge, 1932년 2월 14일 생)는 독일의 작가, 영화 감독, 교육자, 텔레비전 프로그램 제작자, 인터뷰 진행자, 문화이론가 및 문화정책 비평가이며 박사학위를 받은 법률가이기도 하다. 독일의 60,70년대 영화 운동인 뉴 저먼 시네마(New German Cinema)를 주도한 인물 중 하나다.

## 생애
알렉산더 클루게는 독일 중부의 소도시 할버슈타트에서 의사의 아들로 태어났다. 그의 영화에 종종 출연했던 알렉산드라 클루게는 그의 여동생이다. 1945년에 부모의 이혼으로 할버슈타트에서 어머니를 따라 베를린으로 이주한다. 1945년 4월 8일에(2차대전 중) 당시 13세였던 클루게는 고향인 할버슈타트가 공습에 파괴되는 것을 체험한다. 이 경험 때문에 클루게는 훗날 이 공습에 관한 보고서 형식의 문학을 쓰기도 한다. 당시 그는 10미터 앞에서 폭탄이 터지는 바람에 간신히 살았다고 한다. 그 이후에 어머니와 함께 베를린의 샤를로텐부르크 지역으로 이사했고 거기서 아비투어를 치르고 1950년부터 프라이부르크, 마르부르크, 프랑크푸르트 대학에서 법학, 역사, 종교음악을 공부했다. 1956년에 대학자율행정의 역사와 법적 형식에 관한 박사논문을 제출한다. 1958년에 사법시험에 통과한 뒤 베를린과 뮌헨에서 변호사로 일을 시작한다. 그러나 머지않아 문학으로 방향을 돌린다. 클루게는 프랑크푸르트로 가서 법률 시보로서 변호사 헬무트 베커를 보조하여 프랑크푸르트 사회 연구소의 법률 고문으로 일을 한다. 이 연구소의 대표 철학자 아도르노는 클루게를 영화 감독인 프리츠 랑에게 소개시켜 주는데, 그 이유는 아도르노가 문학을 "고립된 영역"으로 간주했기 때문에 이런 클루게의 문학적 노력들의 방향을 돌려보려 했기 때문이라고 한다.
1958년에 클루게는 프리츠 랑이 영화 '인도의 묘비(Das indische Grabmal)를 찍는 동안 견습을 한다. 1962년에 첫 소설 '이력서들'을 썼고 같은 해에 젊은 독일 영화인들과 함께 독일 영화계의 변화를 요구하는 오버하우젠 선언을 한다. 문학적으로는 47그룹에 속해 있었다. 1963년에 독립제작사인 카이로스 영화사를 설립한다.
1966년에 '이력서들'에 실린 이야기 중 한 편인 '아니타 G'를 영화화한 '어제와의 이별(abschied von Gestern)'을 제작하는데, 이 영화로 베니스 영화제 은사자상을 수상한다. 1968년에는 영화 '서커스단의 예술가들(Die Artisten in der Zirkuskuppel: ratlos)'로 베니스 영화제 황금사자상을 수상한다.
1987년에는 텔레비전 제작사인 dctp를 설립하고 제작한 교양 프로그램들을 상업방송에서 방영해 오고 있다. 2000년부터는 다시 문학 활동을 활발하게 하고 있다. 2003년에는 독일 문학계에서 가장 권위있는 상인 게오르크 뷔히너 상을 수상하였다.

## 주요 영화
- 돌 속의 잔인함(공동 감독, 단편) Brutalität in Stein(1960)
- 어제와의 이별 Abschied von gestern(1966)
- 포커 Pokerspiel(1966)
- 1872년 1월 5일 태어난 블랙번 부인(단편) Frau Blackburn, geb 5. Jan. 1872, wird gefilmt(1967)
- 서커스단의 예술가들 Die Artisten in der Zirkuskuppel: ratlos(1967)
- 길들이기 힘든 레니 파이케르트 Die unbezähmbare Leni Peickert(1969)
- 대혼란 Der große Verhau(1970)
- 공격 선에 우리는 3 × 270 억 달러 투입했다(단편) Wir verbauen 3 x 27 Milliarden Dollar in einen Angriffsschlachter(1971)
- 빌리 토블러와 제 6 함대의 몰락 Willi Tobler und der Untergang der 6. Flotte(1972)
- 어느 여자노예의 부업 Gelegenheitsarbeit einer Sklavin(1973)
- 위험과 궁지에서 중도를 택하면 죽는다(공동 감독) In Gefahr und größter Not bringt der Mittelweg den Tod(1974)
- 과격한 페르디난트 Der starke Ferdinand(1975)
- 심각한 전투에서 나는 오늘 밤 살금살금 달아난다 Zu böser Schlacht schleich ich heut Nacht so bang(1977)
- 독일의 가을(공동 감독) Deutschland im Herbst(1978)
- 애국자 Die Patriotin(1979)
- 후보자(공동 감독) Der Kandidat(1980)
- 전쟁과 평화(공동 감독) Krieg und Frieden(1982)
- 감정의 힘 Die Macht der Gefühle(1983)
- 블라인드 디렉터(직역: 나머지 시간에 대한 현재의 공격) Der Angriff der Gegenwart auf die übrige Zeit(1985)
- 잡다한 뉴스 Vermischte Nachrichten(1986)

## 주요 서적
- 1958: 대학의 자율행정, 그 역사와 현재의 법적 형식(법학박사논문) Die Universitäts-Selbstverwaltung. Ihre Geschichte und gegenwärtige Rechtsform., Klostermann, Frankfurt am Main
- 1962: 이력서들 Lebensläufe. Goverts, Stuttgart; auch: Suhrkamp, Frankfurt am Main 1986 (erw. Ausgabe), ISBN 3-518-01911-2 (한글 번역본: 이호성 역, 을유문화사 ISBN 978-89-324-0390-8)
- 1964: 전투묘사 Schlachtbeschreibung. Walter, Olten/Freiburg im Breisgau; auch: Suhrkamp, Frankfurt am Main 1993 (erw. und veränderte Neuausg., 2. Aufl.), ISBN 3-518-11193-0
- 1972: 공론장과 경험(오스카 네크트와 공저) Alexander Kluge/Oskar Negt: Öffentlichkeit und Erfahrung – Zur Organisationsanalyse von bürgerlicher und proletarischer Öffentlichkeit, Suhrkamp, Frankfurt a. M.
- 1973: 치명적 결말로 향하는 배움의 과정 Lernprozesse mit tödlichem Ausgang. Suhrkamp, Frankfurt am Main 1988 (4. Auflage), ISBN 3-518-10665-1)
- 1975: 여자 노예의 아르바이트 Gelegenheitsarbeit einer Sklavin. Zur realistischen Methode. Suhrkamp, Frankfurt am Main, ISBN 3-518-10733-X
- 1977: 시간의 무시무시함 Unheimlichkeit der Zeit. Neue Geschichten. Hefte 1–18, Suhrkamp, Frankfurt am Main, ISBN 3-518-10819-0
- 1979: 애국자 Die Patriotin. Texte/Bilder 1–6. Zweitausendeins, Frankfurt am Main
- 1981: 역사와 고집(오스카 네크트와 공저) Geschichte und Eigensinn. Zweitausendeins, Frankfurt am Main; auch: Suhrkamp, Frankfurt am Main 1993, ISBN 3-518-11700-9
- 1984: 감정의 힘 Die Macht der Gefühle. Zweitausendeins, Frankfurt am Main
- 1996: 석관의 수호자 Die Wächter des Sarkophags. 10 Jahre Tschernobyl. Rotbuch, Hamburg, ISBN 3-88022-401-3
- 2000: 감정의 연대기 Chronik der Gefühle. Suhrkamp, Frankfurt am Main, ISBN 3-518-41202-7
- 2001: 저평가된 인간(오스카 네크트와 공저) Der unterschätzte Mensch. Gemeinsame Philosophie in zwei Bänden. Zweitausendeins, Frankfurt am Main. ISBN 3-86150-427-8
- 2001: 비밀 수사 Verdeckte Ermittlung. Berlin: Merve Verlag. ISBN 978-3-88396-168-2.
- 2003: 예술, 차이 짓기 Die Kunst, Unterschiede zu machen. Suhrkamp, Frankfurt am Main, ISBN 3-518-41448-8
- 2003: 악마가 남긴 틈새 Die Lücke, die der Teufel lässt. Im Umfeld des neuen Jahrhunderts. Suhrkamp, Frankfurt am Main 2003, ISBN 3-518-41488-7, ISBN 3-518-41489-5 (Suhrkamp-Taschenbuch, ISBN 3-518-45737-3) (Leseprobe)
- 2003: 풀리지 않은 문제들 Vom Nutzen ungelöster Probleme. Dirk Baecker, Alexander Kluge. Berlin: Merve. ISBN 978-3-88396-186-6.
- 2004: 폰타네-클라이스트-독일-뷔히너: 시간의 문법 Fontane – Kleist – Deutschland – Büchner: Zur Grammatik der Zeit. Wagenbach, Berlin, ISBN 3-8031-1224-9
- 2006: 문을 맞댄 다른 삶 Tür an Tür mit einem anderen Leben. 350 neue Geschichten. Suhrkamp, Frankfurt am Main, ISBN 3-518-41864-5, ISBN 3-518-41823-8 (Inhaltsangabe)
- 2007: 영화에 대한 이야기들 Geschichten vom Kino. Suhrkamp, Frankfurt am Main, ISBN 3-518-45830-2
- 2008/2014: 1945년 4월 8일 할버슈타트 공습 Der Luftangriff auf Halberstadt am 8. April 1945, ISBN 978-3-518-42035-5/ISBN 978-3-518-18922-1 (한글 번역본: 이호성 역, 문학과 지성사 ISBN 978-89-320-3953-4 03850)
- 2009: 대차대조표(요제프 포글과 공저) Soll und Haben. Fernsehgespräche, diaphanes, Berlin, ISBN 978-3-03734-051-6
- 2009: 부드러운 힘의 미로 Das Labyrinth der zärtlichen Kraft. 166 Liebesgeschichten. Suhrkamp, Frankfurt am Main, ISBN 978-3-518-42125-3
- 2011: 단단한 널빤지에 구멍내기 Das Bohren harter Bretter. 133 politische Geschichten, Suhrkamp Verlag, Berlin 2011 ISBN 978-3-518-42219-9
- 2012: 다섯 번째 책: 새로운 이력서들 Das fünfte Buch: Neue Lebensläufe. 402 Geschichten, Mitarbeit: Thomas Combrink, Suhrkamp, Berlin ISBN 978-3-518-42242-7.

## 연구
안티 텔레비전?―알렉산더 클루게의 텔레비전 프로그램(마티아스 웨커 지음 / 강윤주 옮김 / 한울아카데미) ISBN 89-460-3273-1